# محمد عطيات
محمد عبد الرحيم عطيّات (1937 - 13 أكتوبر 2024) شاعر وباحث وناقد أدبي أردني. ولد في مدينة السلط. مجاز في الأدب العربي من جامعة دمشق، 1965 وحصل على دبلوم من الجامعة الأردنية، 1975 وماجستير في الأدب العربي من الجامعة اليسوعية، 1981. عمل في جامعة عمّان الأهلية ونشر أدبه في عدد من الصحف والمجلات المحليّة والعربية. له دواوين شعرية ومؤلفات في الأدب وتاريخه. 

## سيرته
ولد محمد عبد الرحيم عطيات في مدينة السلط سنة 1937م/ 1345 هـ ونشأ بها. حصل على درجة البكالوريوس في الأدب العربي من جامعة دمشق في 1965، وعلى دبلوم تربية من الجامعة الأردنية 1975، وعلى شهادة الماجستير من الجامعة اليسوعية عام 1981 والدكتوراه من الجامعة نفسها سن~ 1984.

مارس مهنة التعليم من المرحلة الابتدائية، مروراً بالثانوية وكليات المجتمع، وعمل مشرفاً تربوياً، ورئيساً للنشاطات المدرسية في وزارة التربية والتعليم، ومستشاراً ثقافياً في الكويت حتى عام 1987، عمل مديراً للعلاقات الثقافية والعامة في جامعة عمان الأهلية، ويعمل أستاذاً للأدب العربي في الجامعة نفسها. عيّن في أكتوبر 2015 رئيسًا لرابطة الكتاب الأردنيين في السلط. 

## مؤلفاته
من مجموعاته الشعرية:
- الفارس العربي الجديد، 1969
- الأناشيد المدرسية، أناشيد، 1982
- كرسي الاعتراف، 2002.

من مؤلفاته في النقد والدراسات:
- الرؤية والقصة الطويلة في الأردن، 1985
- تطور الحركة الشعرية في الأردن 1921-1967، 2000
- أديباً من الأرد:حسني فريز وعيسى الناعوري، 2009
- السلط تاريخ وشخصيات: محاضرات ومقالات عن مدينة السلط، 2009

## وفاته
توفي يوم الأحد 13 أكتوبر 2024 عن عمر ناهز 86-87 عامًا.

## وصلات خارجية
- في موقع أرشيف المجلات